# NGC 975
NGC 975 (другие обозначения — UGC 2030, MCG 1-7-9, ZWG 414.17, PGC 9735) — галактика в созвездии Кит.
Этот объект входит в число перечисленных в оригинальной редакции «Нового общего каталога».
В галактике вспыхнула сверхновая SN 2012E типа Ia, её пиковая видимая звездная величина составила 16,5.